# کامی سید
کامی سید (به انگلیسی: Kami Sid) مدل پاکستانی است.
او یک زن ترنس است.
اولین فرد ترنس پاکستانی است که به عنوان یک مدل مد به شهرت رسیده‌است. سید همچنین یک بازیگر و فعال حقوق فعال حقوق ال‌جی‌بی‌تی است. سید همچنین پس از تجاوز جنسی به او تبدیل به یک چهره جنجالی شد